# El alimento de los dioses
El alimento de los dioses (título original en inglés, The Food of the Gods and How It Came to Earth: El alimento de los dioses y cómo llegó a la Tierra) es una novela de ciencia ficción, escrita por el escritor británico H. G. Wells. En ella se narra la historia de cómo dos científicos británicos logran crear un alimento que provoca un crecimiento continuo, y así se obtienen animales desproporcionados y hombres gigantes de doce metros. Es una sátira del miedo que empezaba a existir al avance de la tecnología de aquel momento y al crecimiento de la clase media.

## Personajes principales
- Sr. Bensington
- Profesor Redwood
- Ing. Cossar
- Hijo del profesor Redwood
- La Princesa
- Familia Skinner
- Gigante Caddles

## Argumento
Dos científicos, el Sr. Benigston y el profesor Redwood, se dan cuenta de que el crecimiento no se puede representar de manera lineal, y formulan la siguiente hipótesis: los seres vivos crecen de una manera paulatina más bien semejante a una función escalón; es decir que el cuerpo acumula energías para crecer y, después de una etapa de crecimiento, necesita un descanso durante el que reponer energías para seguir creciendo después. Se disponen a inventar un suero que inhiba esa función de freno, y obtienen la solución Heraclefobia IV. Para probarla, Benigston toma en alquiler una granja experimental de pollos en el pueblo de Hickleybrow y, para su cuidado, contrata al matrimonio Skinner.
Después de varios intentos, la solución tiene éxito y obtienen una camada de pollos enormes. Sin embargo, los Skinner resultan ser muy sucios, y diversos animales empiezan a comer el alimento, entre ellos, (avispas y ratas). Las avispas polinizan el área, dando lugar en poco tiempo a una flora y una fauna de ejemplares enormes. Las ratas, del tamaño de perros, empiezan a atacar al ganado y a las personas. Sin embargo, el incidente en Hickleybrow es solo el comienzo. Aunque los científicos empiezan a darse cuenta de que su creación podría tener un impacto mucho mayor del que imaginaron, aún no entienden completamente las dimensiones de lo que han desatado. 
El ingeniero Cossar, viendo lo maravilloso del descubrimiento, decide quemar la granja y matar a las ratas, pero guarda parte del alimento especial y se lo da a sus tres hijos. Al mismo tiempo, Redwood da también alimento especial a su hijo y a otras personas, incluso a una princesa extranjera de la que se terminará enamorando el joven Redwood. Mientras los niños gigantes crecen, la sociedad comienza a dividirse en su percepción sobre el Herakleophorbia IV. Para algunos, representa un futuro brillante: un símbolo de progreso, una herramienta para superar las limitaciones biológicas de la humanidad. Para otros, especialmente los líderes políticos, religiosos y militares, los gigantes son una amenaza a la estabilidad del orden establecido. Este miedo comienza a tomar forma cuando las autoridades intentan regular, y eventualmente prohibir, el uso del alimento gigante.
Caddles es uno de los primeros niños gigantes. Crece con una mentalidad simple, casi infantil, pero con un cuerpo descomunal. A medida que envejece, comienza a darse cuenta de que no encaja en el mundo que lo rodea. En un momento de crisis, Caddles intenta integrarse con los humanos comunes, pero su tamaño y su falta de comprensión social lo convierten en un paria. Finalmente, Caddles es abatido por las fuerzas humanas, convirtiéndose en una víctima trágica de la incomprensión y el rechazo. 
Los niños gigantes, liderados por el joven Redwood y otros de su generación, comienzan a organizarse. Se dan cuenta de que no pueden coexistir pacíficamente en un mundo diseñado para seres más pequeños. Los temores y resentimientos hacia los gigantes se incrementan, alimentados por la incomprensión y los prejuicios de los humanos comunes. Los gobiernos y las instituciones religiosas también ven en los gigantes un peligro, no solo físico, sino también filosófico, ya que su existencia desafía las ideas tradicionales sobre la humanidad y el propósito de la vida. Esto lleva a que se inicie una campaña de persecución y hostilidad hacia los gigantes.  Así se abre el debate en la población sobre si tienen derecho a seguir viviendo o han de ser confinados en África sin derecho a reproducirse.Finalmente, la narrativa concluye con un enfrentamiento simbólico entre ambas facciones, dejando abierta la pregunta de si los gigantes serán capaces de coexistir con los pequeños o si el mundo tendrá que adaptarse para dar paso a una nueva era dominada por estos titanes.

## Comentarios
- Al igual que en toda su obra, Wells utiliza historias (a veces de ciencia ficción) para denunciar o exponer conflictos sociales de la época: en este caso, un grupo de seres diferentes, surgidos del avance científico, amenazan la armonía existente antes de ellos. Estos seres representan a la clase media, que poco a poco iba alcanzando una mejor posición social hacia el final del periodo victoriano. La novela es un fiel reflejo del temor que sentía la burguesía de esa clase media cada vez más grande.

- También es conveniente destacar el plano ético-político dentro de la obra. La organización humana y lo que se debe o no hacer, la legislación, son terrenos donde se entremezcla la administración y gestión de recursos (materiales, económicos, tecnologías…) y el deber moral. Wells al igual que en sus otras obras introduce de forma satírica, críticas a distintos planos de la existencia humana, es evidente que en este no iba a ser menos. Más allá de la cuestión científica, Wells pone un símbolo de interrogación en el futuro dada la estimación de riesgos y amenazas que él mismo era capaz de prever. Incluso en el libro se habla de “nueva realidad/normalidad” una vez que el alimento estrella se esparce, como se suponía que iba a pasar tras el covid-19: una nueva normalidad.

- También hay que advertir una analogía: entre grandes y pequeños, y, ricos y pobres, es obvio. Hacia el final del libro se empieza a observar como ambos tipos de persona viven y transcurren en dos “realidades” distintas, el primero, el humano que no había ingerido el alimento veía con malos ojos a los gigantes y estos, miraban más que con maldad, con extrañeza a la gente chica, habían crecido siendo educados desde la perspectiva diminuta, sin embargo, ni uno comprende/entiende la postura del otro ni viceversa. Lo mismo ocurre entre burgués y proletario, el primero vive alienado porque no establece por medio del trabajo una relación sana con la naturaleza y el segundo vive alienado porque de tanto trabajar para fabricar productos se ha convertido en sí mismo en otro medio de la cadena de producción. El primero no atiende y tampoco conoce la situación del proletario, y a su vez, este segundo desconoce el sentido de propiedad porque los medios de producción no le pertenecen, luego se genera un tensión que desemboca en la lucha de clases. De la incomprensión mutua nace tal rivalidad.

- Tampoco hay que dejar de lado la explicación más sencilla del libro: trata sobre el riesgo del uso de la ciencia en todos los entornos.
- Es importante comprender la perspectiva implícita sobre los efectos desmesurados del progreso científico y su consiguiente rechazo a lo nuevo, lo ajeno o lo desconocido. El alimento de los dioses ( o Alimento Estrella) simboliza todo el potencial que la ciencia tiene para alterar el orden de la naturaleza y la estructura social. Por tanto, observamos cómo la sociedad se ensalza en rebelión cuando la estructura tradicional se ve amenazada por los riesgos nuevos (surgimiento de gigantes) que pudieran arrebatarles su hegemonía o poder. En este sentido, los gigantes representan una nueva generación que desafía la limitada naturaleza humana. De otro lado, esto explica la tendencia humana a demonizar lo que no se ajusta a las normas culturalmente establecidas. Y en suma, el conservadurismo que prima mas la estabilidad o lo tradicional que la evolución o nuevas oportunidades. Del temor a lo externo nace esta barrera insuperable de superar nuestros prejuicios.
- El alimento de los dioses explora temas que podrían vincularse con las ideas filosóficas de Dilthey sobre las ciencias naturales y las ciencias del espíritu, especialmente cuando se consideran las implicaciones de los avances científicos y las transformaciones sociales. Las ciencias naturales, según Dilthey, se centran en el estudio del mundo fenoménico a través de observación y experimentación, estableciendo leyes generales que explican los fenómenos. En El alimento de los dioses, la manipulación genética y el uso de sustancias para modificar el crecimiento de los seres vivos representa una extrapolación de la ciencia natural, pero que en su afán por entender y controlar la naturaleza, se enfrenta a dilemas éticos y sociales. Los científicos actúan siguiendo un modelo mecanicista, pero sin tomar en cuenta el impacto de sus descubrimientos sobre la humanidad en su totalidad. Este proceso podría ser visto como una crítica a la tendencia de las ciencias naturales a abstraer y reducir la complejidad del mundo humano a simples leyes y fenómenos medibles, sin tener en cuenta el contexto social y cultural más amplio.

## Adaptaciones

### Cine
- Tarántula (1955). Basada ligeramente en el libro. Dirección: Jack Arnold. Producción: William Alland, para Universal. Intérpretes: John Agar, Mara Corday, Leo G. Carroll, Néstor Paiva.[2]
- Village of the Giants (1965) está vagamente basada en la novela, y la combina con elementos de comedia y películas adolescentes típicas de los años 60s.

- El alimento de los dioses (1976). Producción de American International Pictures. Dirección: Bert I. Gordon. Intérpretes: Ralph Meeker, Pamela Franklin, Ida Lupino.

- En 1989, fue lanzada Gnaw: Food of the Gods II fue lanzado, escrito por Richard Bennett y dirigido por Damian Lee. Su historia, que trataba con un grupo de ratas de laboratorio gigantes causando estragos en un campus universitario, estaba más alejada de la mostrada en el libro.

### Historietagráfica
- El alimento de los dioses: uno de los Clásicos ilustrados de la editorial Novaro. México 1976.

- El alimento de los dioses: la historieta #22 de Marvel Comics Classics, de Doug Moench. Presenta una historia similar pero mucho más dramática.